# Cosmethis rana
Cosmethis rana är en fjärilsart som beskrevs av Swinhoe 1892. Cosmethis rana ingår i släktet Cosmethis och familjen mätare. Inga underarter finns listade i Catalogue of Life.